# Ganiu Ogungbe
Ganiu Ogungbe (Lagos, 1º dicembre 1992) è un calciatore nigeriano, difensore del Tammeka Tartu.

## Carriera

### Club
Il 22 settembre 2020 viene acquistato a titolo definitivo dalla squadra slovena del Krško.

### Nazionale
Con l'Under-20 ha preso parte al Mondiale di categoria nel 2011.